# Wadelincourt (Belgique)
Pour l’article homonyme, voir Wadelincourt (Ardennes).
Wadelincourt (prononcé [wadlɛ̃kuʁ], en picard Warlincoue, en wallon Warlêcou) est une section de la commune belge de Belœil, située en Wallonie dans la province de Hainaut. C'était une commune à part entière avant la fusion des communes de 1977.

## Géographie

### Situation
Wadelincourt est considéré comme un village agricole, car la majorité de son territoire est couverte de champs.
Son altitude varie de 40 m dans le Bois de Wadelincourt à 81 m au nord du territoire, au niveau des zones agricoles.

## Évolution démographique
- Sources : INS, Rem. : 1831 jusqu'en 1970 = recensements, 1976 = nombre d'habitants au 31 décembre.

## Patrimoine et culture

### Culture

#### Ducasse de Wadelincourt

##### Histoire
Chaque année, le 21 juillet, la Société animatrice « Les Amis du Plaisir » organise sa traditionnelle ducasse à Wadelincourt. Elle y présente ses Géants et les origines de la société.
En effet, « Les Amis du Plaisir » - société créée en 1946- ont décidé, en 1956, de créer les deux Géants emblèmes de cette ducasse : Jules et Bertinne. Ces Géants représentent un couple de paysans : Jules est un travailleur des champs et Bertinne est sa femme. tous deux sortent pour la première fois en 1956, année où ils sont baptisés et mariés. Ils sortent une dernière fois en 1958 puis sont oubliés durant 20 ans.
C’est en 1977 que « Les Amis du plaisir » réorganisent cette ducasse et ont l’idée de ressortir ces géants et surtout d’organiser un cortège carnavalesque. 

##### De nos jours
Chaque 21 juillet à 11 heures, les Géants - Jules et Bertinne - sont baptisés par le curé de Wadelincourt. Après cette cérémonie, les Géants, ainsi que leurs porteurs et les membres de la société, paradent dans les rues de Wadelincourt. C’est à 15 heures que le bourgmestre marie les deux Géants pour un an.
Cette ducasse du 21 juillet reste très prisée. En effet, des manèges, un tournoi de beach volley : « le Wadbeach » , une course de cuistax et un cortège où les Géants locaux sortent, sont les principales activités organisées durant 5 jours de fête,.

## Galerie

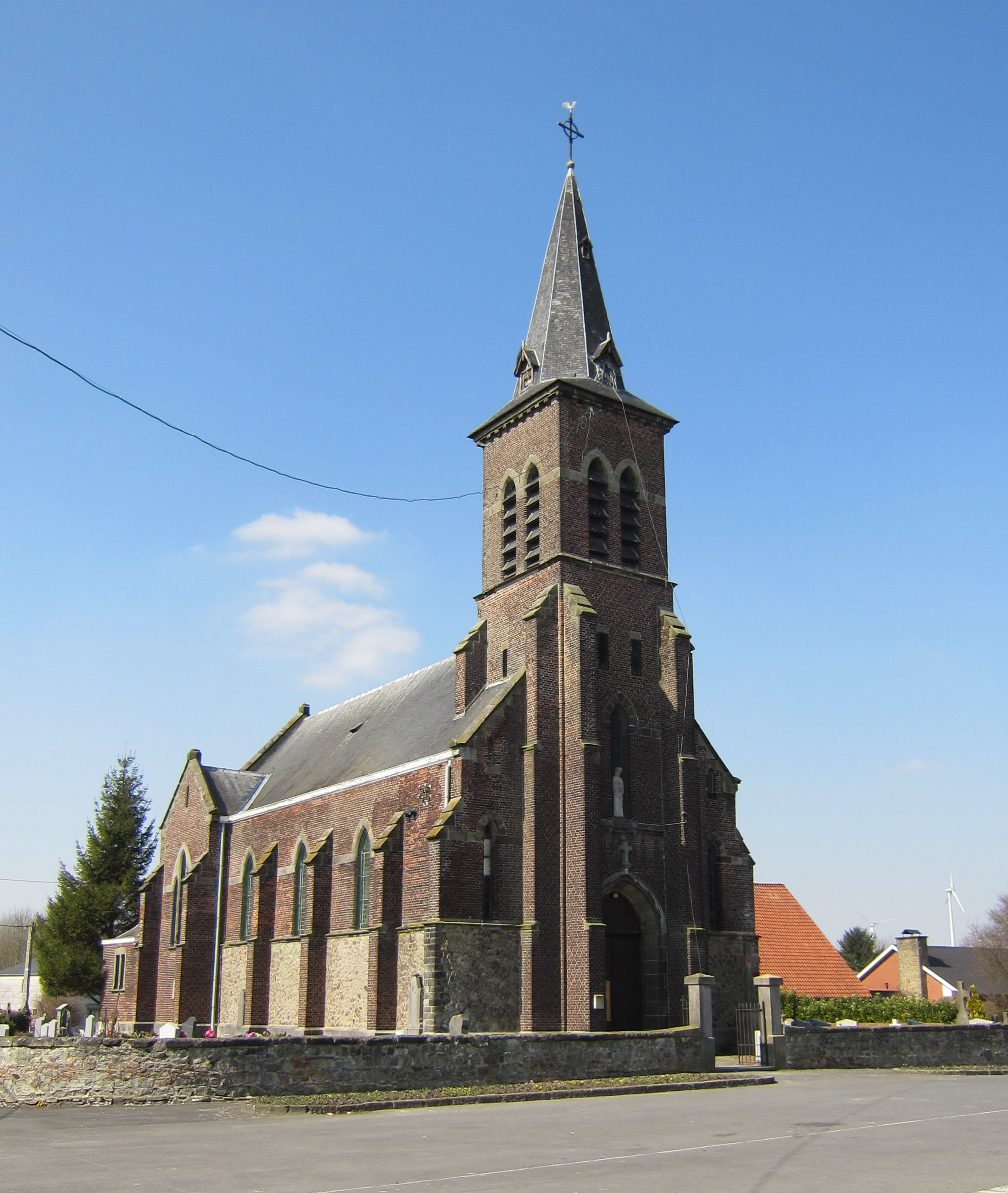
L'église Saint-Vandregésile.
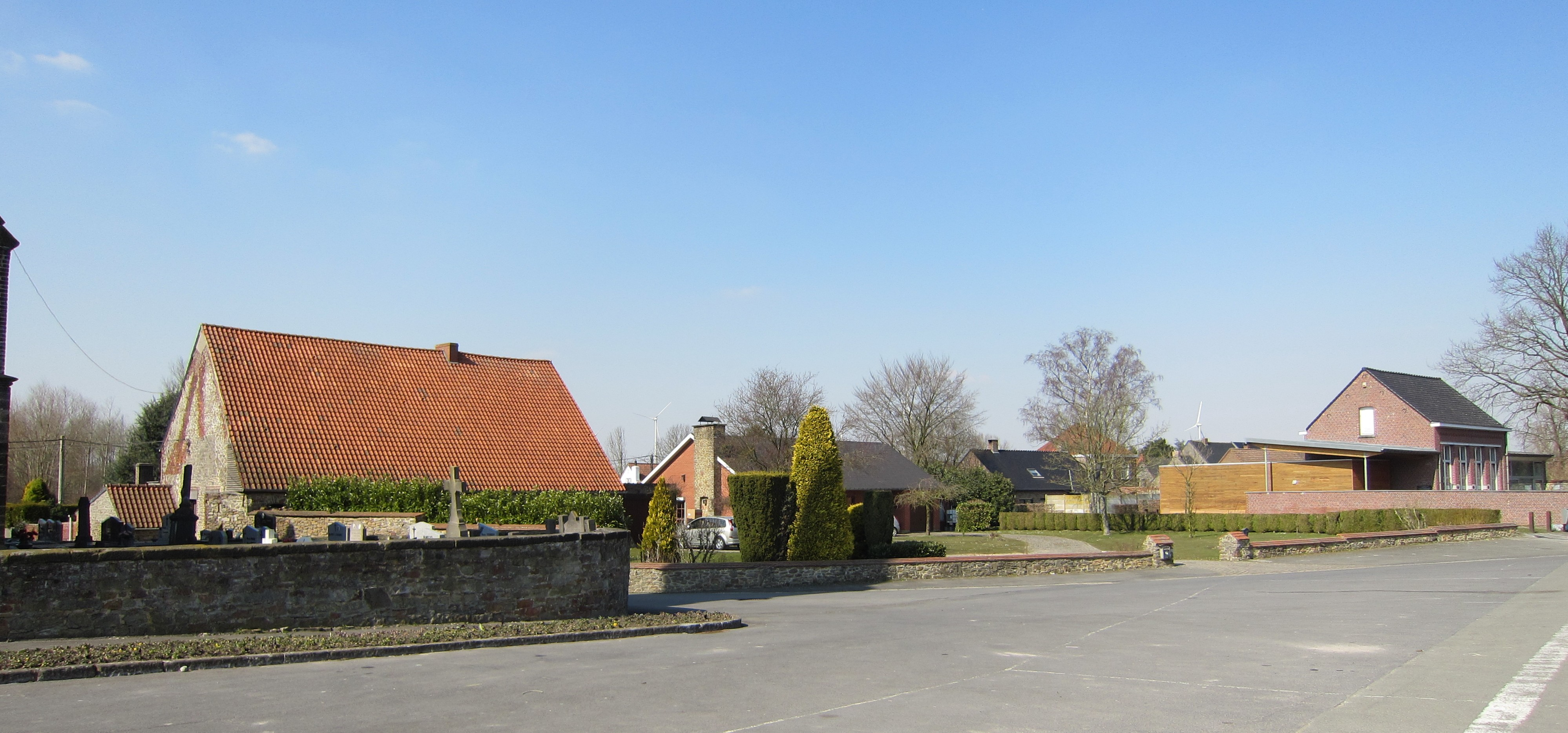
La place.
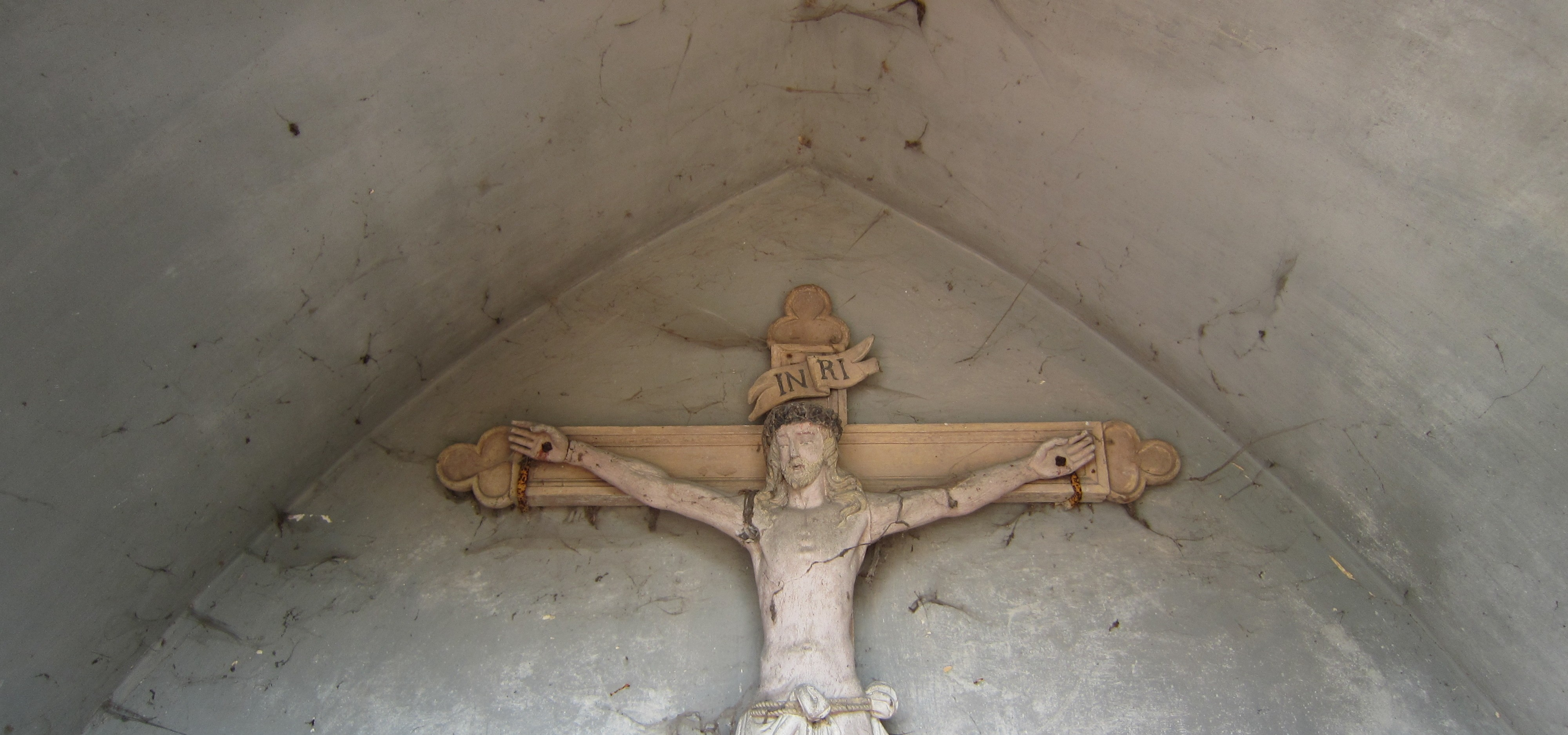
Le calvaire.